# 左威卫
左威卫，中国古代禁卫军指挥机构。唐朝十六卫之一。

## 历史
隋文帝设左领军府，与右领军府一起管理十二军帐籍、差科、辞讼之事。不设将军，只有有长史、司马、掾属、录事及功曹参军、仓曹参军、户曹参军、骑曹参军、兵曹参军，法曹行参军、铠曹行参军等员。又设置明法，隶属于法司，管理律令轻重。隋炀帝大业三年（607年）改左领军府设左屯卫，为十二卫之一。左屯卫本是北周东宫宿卫武官。设左屯卫大将军一人，正三品，总其府事；左屯卫将军二人，从三品，佐大将军总府事，统诸鹰扬府府兵。护军四人，后改虎贲郎将（武贲郎将），副手虎牙郎将（武牙郎将）六人；有长史、录事参军、司仓、司兵、司骑、司铠等员，军士名羽林。唐朝初年沿置，唐高宗龙朔二年（662年）改左屯卫为左威卫。光宅元年（684年）改为左豹韬卫。神龙元年（705年）复名左威卫。
左威卫设大将军一人、将军二人、中郎将四人，掌管宫禁宿卫，大朝会则穿黑铠甲、弓箭刀楯旗等，为左厢队，次立左武卫之下；分兵主守，知皇城东面助铺，领翊府及诸折冲府府兵。有长史、录事及仓曹、兵曹、骑曹、胄曹四曹参军，司阶、中候、司戈、执戟和长上等属。翊府有中郎将、郎将、录事、兵曹参军事、校尉、旅帅、队正、副队正等。
- 左威卫大将军一人，正三品。置上将军之前，为左威卫长官。管理宫禁宿卫，监督其属下翊府之翊卫、外府熊渠番上。
- 左威卫将军二员，从三品。协掌宫禁宿卫。

唐德宗贞元二年（788年）设上将军一人，在大将军之上，从二品，管理宫禁宿卫。
辽朝也设置左威卫，设大将军、上将军、将军，为加官，领折冲都尉、果毅都尉。
五代后周太祖广顺二年（952年），为郭威避讳，再改名左屯卫。北宋左屯卫上将军、大将军、将军为环卫官，无定员、无职掌，多让宗室担任，也作为武臣赠典或武官责降散官。元丰改制后，左屯卫大将军降为正四品，左屯卫将军降为从四品。南宋多不除授，宋孝宗隆兴年间复置左屯卫大将军。

## 人物
- 585年，左领军大将军高颎
- 590年，左领军将军独孤陀
- 597年，左领军将军史万岁
- 604年，左领军将军长孙晟
- 612年，左屯卫大将军麦铁杖
- 612年，左屯卫将军辛世雄
- 613年，左屯卫大将军吐万绪
- 615年，屯卫将军云定兴
- 617年，左领军大都督李建成
- 617年，左领军长史陈演寿
- 618年，左领军府司马马元规
- 619年，屯卫将军张镇周
- 633年，左屯卫大将军周范
- 639年，左屯卫将军阿史那忠
- 639年，左屯卫大将军薛万均
- 643年，左屯卫中郎将李安俨
- 657年，左屯卫大将军阿史那步真
- 658年，左屯卫大将军杨胄
- 676年，左威卫大将军权善才
- 683年，左威卫将军王果
- 684年，左豹韬卫果毅成三朗
- 685年，左豹韬卫将军刘敬同
- 685年，左豹韬卫府中郎将阿史那元庆
- 688年，左豹韬大将军麴崇裕
- 688年，左威卫大将军薛怀义
- 696年，左威卫大将军李多祚
- 698年，左威卫将军薛讷
- 706年，左屯卫大将军张仁愿
- 705年，左威卫将军薛思行
- 712年，左威卫将军周以悌
- 862年，威卫将军段文楚
- 867年，左威卫将军李可及
- 877年，左威卫上将军张自勉
- 938年，为左威卫将军杨承祚